# Zatory
Zatory is een dorp in het Poolse woiwodschap Mazovië, in het district Pułtuski. De plaats maakt deel uit van de gemeente Zatory.